# Izopropylofenidat
Izopropylofenidat – organiczny związek chemiczny, pochodna piperydyny i analog metylofenidatu, stymulant. Efekty działania są bardzo zbliżone do metylofenidatu, przy czym izopropylofenidat wykazuje dłuższe działanie i oddziałuje w większym stopniu jako inhibitor wychwytu zwrotnego dopaminy, a w mniejszym noradrenaliny. W kwietniu 2015 roku został tymczasowo zakazany w Wielkiej Brytanii jako niezbadany środek psychoaktywny.